# Falkenberg/Elster
Falkenberg/Elster ist eine Stadt im Landkreis Elbe-Elster in Brandenburg, etwa 90 km südlich von Berlin, 65 km nordöstlich von Leipzig und 80 km westlich von Cottbus. Falkenberg erlangte erst ab der zweiten Hälfte des 19. Jahrhunderts größere Bedeutung mit der Entwicklung des Bahnhofs Falkenberg (Elster) zum Eisenbahnknotenpunkt an drei Hauptbahnen und der Ort wurde zur Eisenbahnerstadt.

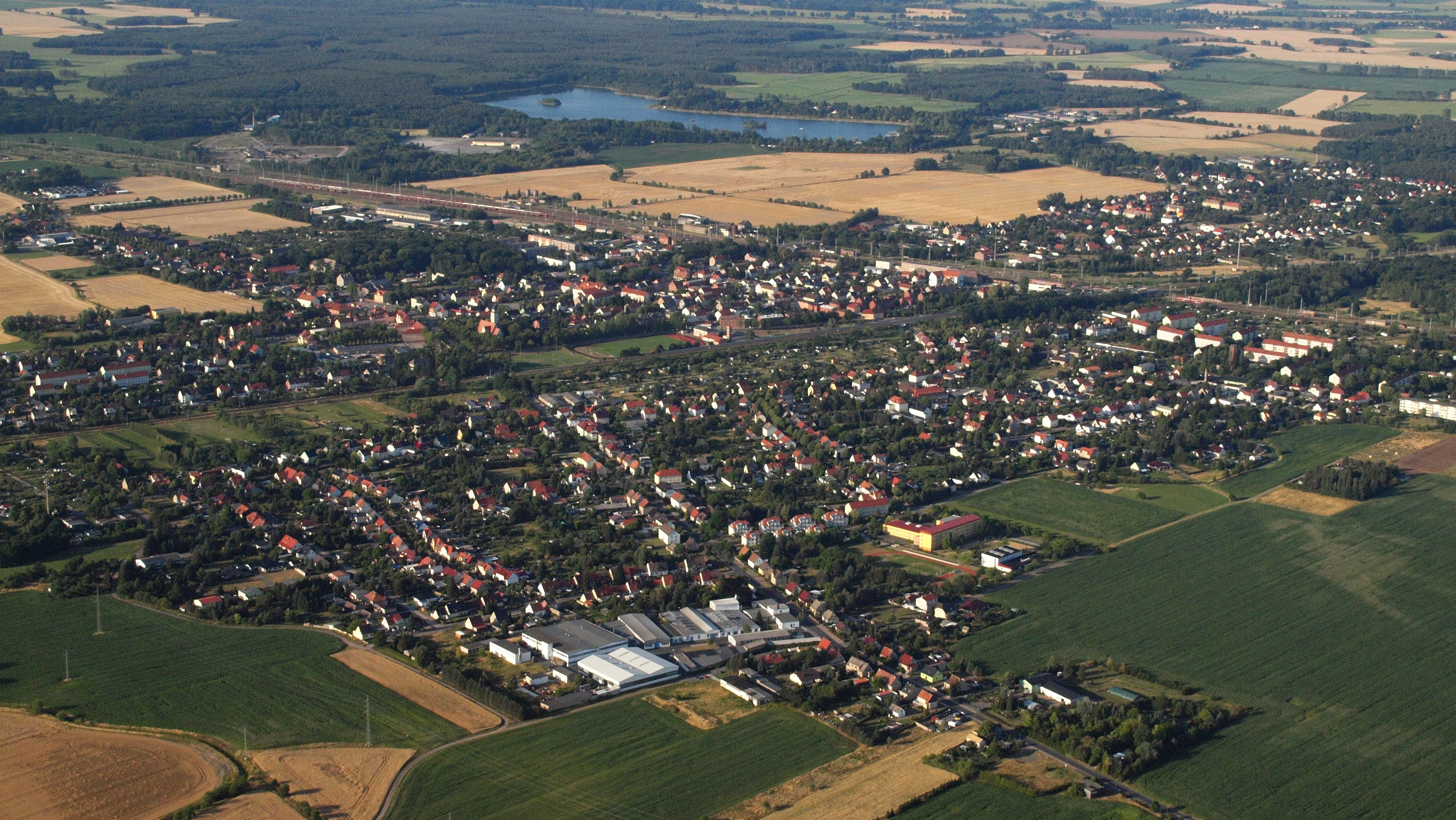
Falkenberg Elster, Luftaufnahme (2015)

## Stadtgliederung
Zu Falkenberg gehören folgende Ortsteile:
- Beyern
- Großrössen
- Kölsa
- Rehfeld
- Schmerkendorf

Hinzu kommen die Wohnplätze Forsthaus Görnewitz, Kiebitz, Kleinrössen, Kölsa-Siedlung und Neuhof.

## Geschichte
Falkenberg/Elster wurde 1251 erstmals urkundlich als Valkenberch in einer Schenkungsurkunde an das Kloster Nimbschen bei Grimma durch den Markgrafen Heinrich von Meißen erwähnt. 1345 ist ein Ritter von Rostoc als Besitzer des Gutes belegt. Dessen zwei Söhne erschlugen ihn und teilten das Rittergut in einen oberen und unteren Hof auf. Spätere Besitzer waren die Gebrüder von Köckeritz und die von Störe. Von 1409 bis 1662 hatte die Familie Hohndorf den oberen Hof in Besitz, danach Georg Dietrich Truchsess. 1684 kaufte der Herzberger Bürgermeister Huth den oberen Hof für 4342 Gulden. Er hatte vorher schon zwei wüste Bauernhöfe in Kiebitz übernommen, die zum unteren Hof gehörten.

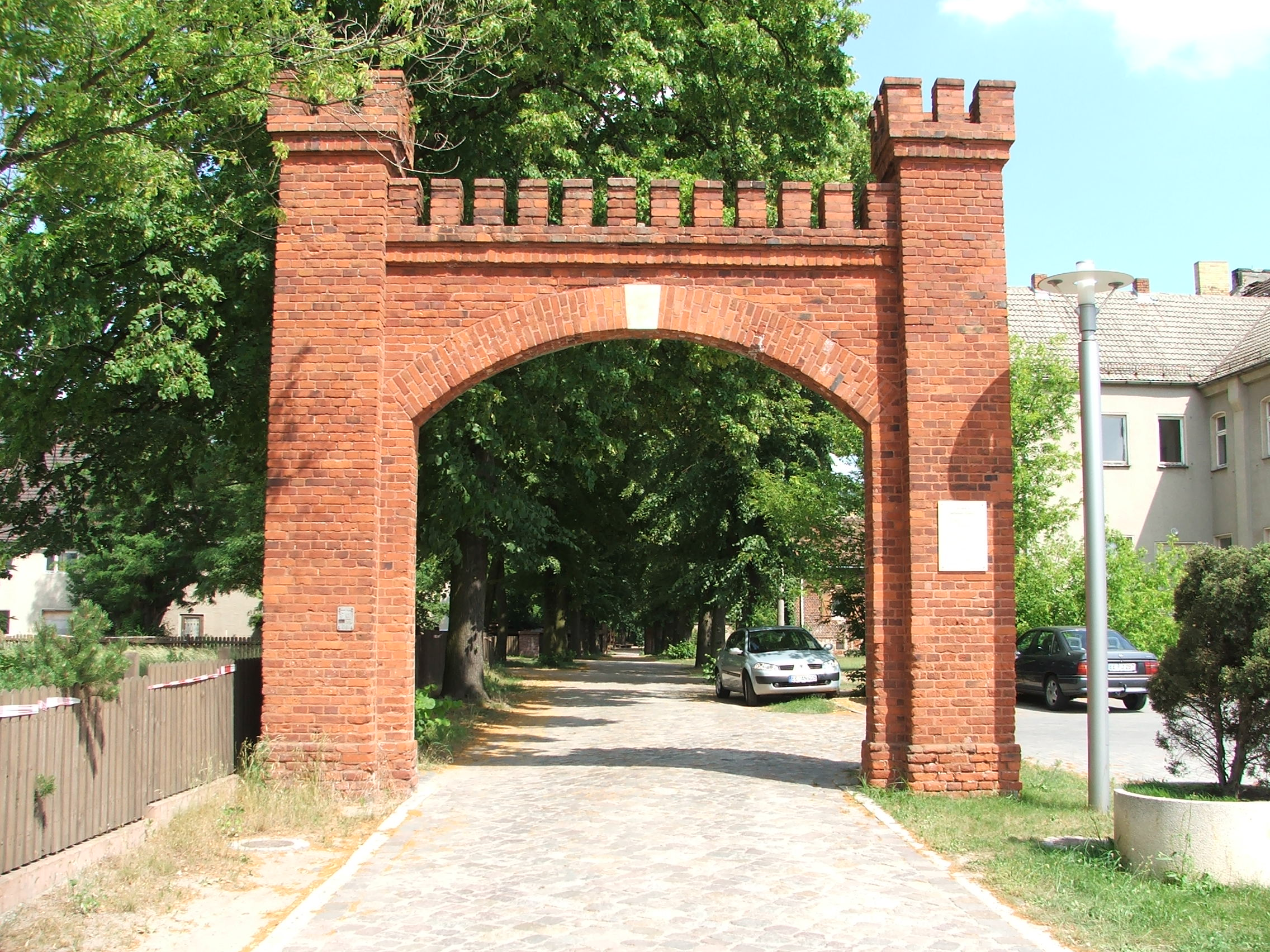
Ehemaliger Eingang zum Rittergut

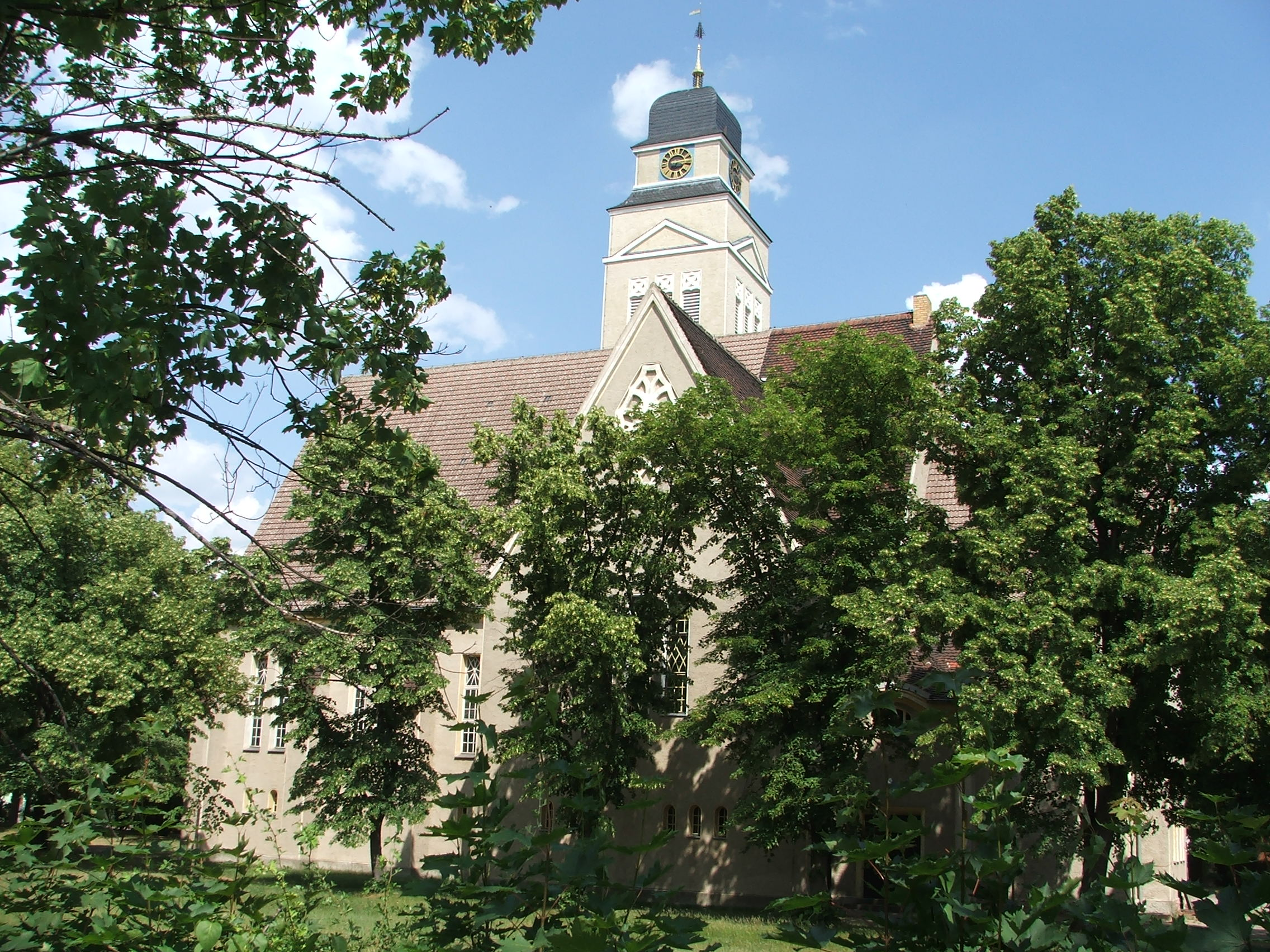
Evangelische Kirche

Mit dem unteren Hof wurden 1419 die Gebrüder Schaffe belehnt. Nach deren Tod übernahm das Amt Liebenwerda den unteren Hof, bis dieser 1539 dem kurfürstlichen Hofmarschall Heinrich von Schönberg übergeben wurde, dessen Sohn Johann Friedrich von Schönberg 1576 den Hof übernahm. 1691 übernahm Bürgermeister Huth den überschuldeten unteren Hof, womit das Rittergut Falkenberg und der Ort Kiebitz in einen Wirtschaftshof überführt waren. Huths Schwiegersohn Grauschütz verkaufte das Rittergut Falkenberg 1722 mit einem Erlös von 35.000 Talern an den Herrn von Zaschnitz, der seit 1719 Besitzer von Schmerkendorf war. Wirtschaftlicher Misserfolg führte dann 1748 zum Verkauf an den kursächsischen Kreishauptmann Peter von Hohenthal, der auch Schmerkendorf übernahm.
Hohenthal, welcher die Funktion des Oberkonsistorialvizepräsidenten ausübte und später zum Grafen erhoben wurde, organisierte die Land- und Forstwirtschaft nach modernen, strengen Regeln. Ernteergebnisse und Viehbestände wurden in Listen registriert. Er veröffentlichte Abhandlungen über die Entwicklung der Land- und Forstwirtschaft sowie über die Probleme der Flussregulierung. Er befasste sich progressiv mit dem Schul- und Armenwesen. Der spätere Generalleutnant Heinrich Samuel Gottlieb von Schaper kaufte das Rittergut 1834. Ihm folgte sein Sohn, der Landrat Carl Heinrich von Schaper, und ab 1886 war wiederum dessen Sohn Rittmeister Arthur von Schaper (1844–1911) der Gutsbesitzer in Falkenberg. Rittergutsbesitzer von Schaper fungierte auch seit 1873 als Deichhauptmann und als örtlicher Amtsvorsteher. 1911 kaufte die Gemeindeverwaltung Falkenberg der Familie von Schaper das Rittergut für einen Preis von 1,3 Millionen Mark ab.

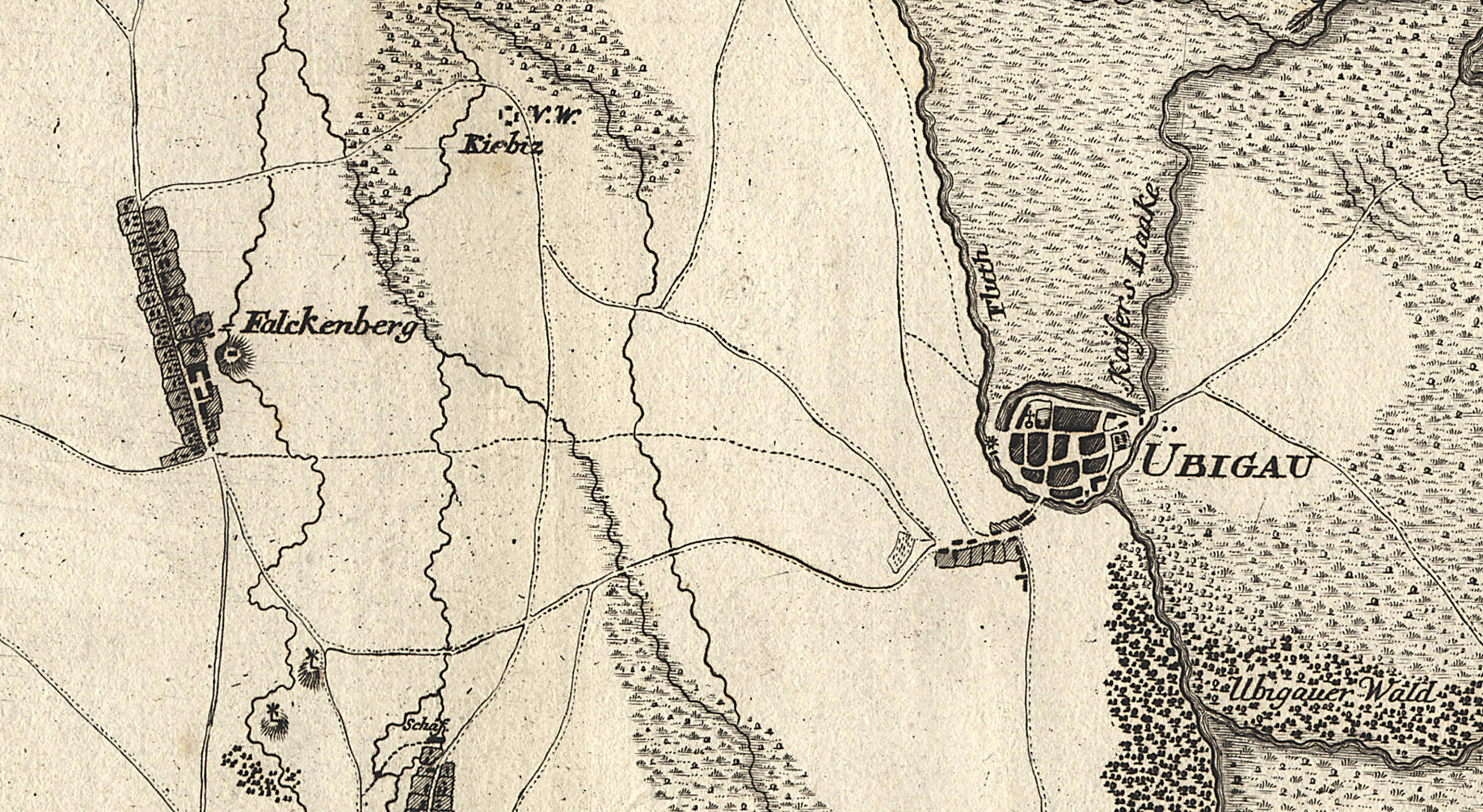
Falkenberg in einer Cabinetskarte um 1762 von Isaak Jacob von Petri

Falkenberg auf einer geschichtlichen Karte des Kreises Liebenwerda (1910)

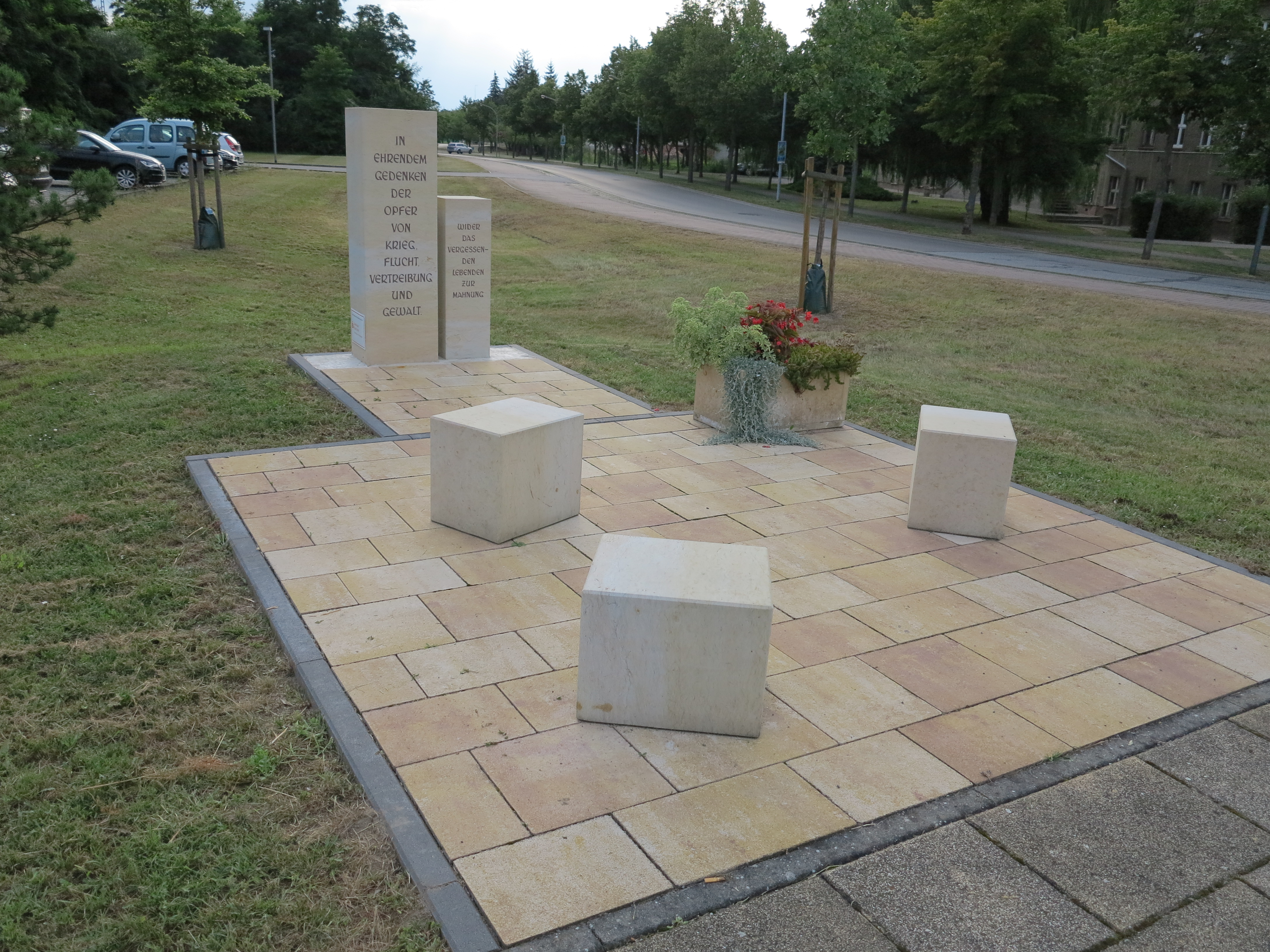
Denkmal für Opfer von Krieg, Flucht, Vertreibung und Gewalt

Während des Schmalkaldischen Krieges kam es hier am 24. April 1547 zur entscheidenden Wende der Schlacht bei Mühlberg. In einem Wäldchen bei Falkenberg/Elster umzingelten spanische und ungarische Husaren zusammen mit neapolitanischen schweren Reitern den sächsischen Kurfürsten. Er wehrte sich, kämpfte tapfer und wurde durch einen Säbelhieb im Gesicht verletzt, dann gefangen genommen und zunächst vor den Herzog von Alba, schließlich vor den Kaiser selbst geführt.
Falkenberg war bis zur Entstehung des Eisenbahnknotens ein unbedeutendes Straßendorf. 1848 bekam Falkenberg eine Station an der Bahnstrecke Jüterbog–Riesa. Als 1872 das Schienenkreuz mit der Strecke Leipzig/Halle (Saale)–Eilenburg–Falkenberg–Cottbus in Betrieb ging, gelangte der Ort zu starkem Wachstum.
Durch die Eisenbahn siedelten sich viele andere Unternehmen an, auch die vielen Nebengewerke der Bahn und die Reichspost. 1898 öffnete die private Kleinbahnstrecke Falkenberg–Uckro der Niederlausitzer Eisenbahn, die 1901 bis Beeskow verlängert wurde (Niederlausitzer Eisenbahn-Gesellschaft). 1910 wurde die neue Schule fertiggestellt, 1913 folgte die Weihe der neuen evangelischen Kirche. 1908 fand im Liebenwerdaer Gasthof Zum Weißen Roß die Gründung der Überlandzentrale Liebenwerda mit Sitz (ab 1911) in Falkenberg statt. Weitere Firmen siedelten sich an oder gründeten sich neu, wie 1914 das Imprägnierwerk Kupsch und Seidel GmbH Berlin oder das Kalksandsteinwerk Hartsteinwerk GmbH 1922. Der Baggerteich, heutiges Erholungsgebiet Kiebitz, entstand. 1928 wurden Wasserturm und Wasserversorgung gebaut. Am 9. Dezember 1936 wurde der Fliegerhorst Alt-Lönnewitz eingeweiht, welcher nach dem Krieg von der Roten Armee weiter ausgebaut und genutzt wurde.
In den 1930er Jahren gab es im Deutschen Reich 36 Orte, die den Namen Falkenberg trugen. Falkenberg bei Torgau, Falkenberg, Bezirk Halle, Falkenberg, Kreis Liebenwerda lautete für verschiedene Verwendungszwecke die Unterscheidung des damaligen Dorfes von den anderen gleichnamigen Orten. 1937 wählte der Gemeinderat den heutigen Ortsnamen Falkenberg/Elster aus, der im Januar 1938 vom Präsidenten der Provinz Sachsen bestätigt wurde, obwohl der Ort nicht an der Schwarzen Elster lag.
Aufgrund der strategischen Bedeutung als Verkehrsknotenpunkt wurde der Ort im Zweiten Weltkrieg durch Bombenangriffe stark zerstört. Der von Deutschland begonnene Krieg war mit Flucht, Vertreibung und Zwangsumsiedlung von Millionen Menschen in den überfallenen Ländern verbunden. Als der Krieg nach Deutschland zurückkehrte, setzte eine Fluchtwelle von Millionen Deutschen aus dem Osten ein. Da der Bahnhof Falkenberg ein Umsteigebahnhof und Verkehrsknotenpunkt war, spielten sich hier ungezählte Menschenschicksale ab. An das Schicksal dieser Menschen und derer, die nach dem Krieg ihre Heimat verlassen mussten, erinnert ein auf dem Bahnhofsvorplatz am 5. Oktober 2021 errichtetes Denkmal.
Das Denkmal wurde im September 2022 von Unbekannten zerstört. Es wurde wiedergestellt und im April 2023 zum 78. Jahrestag der Bombardierung des Bahnhofs erneut eingeweiht.
Am 17. Oktober 1962 erhielt Falkenberg/Elster das Stadtrecht. Mit der Eingliederung von Beyern, Großrössen, Kölsa und Rehfeld in die Stadt Falkenberg/Elster am 31. Dezember 2001 bekam der vergrößerte Ort dann erstmals Kontakt zu seinem namensgebenden Fluss.
Im März 2019 beschloss die Stadtverordnetenversammlung, dass sich Falkenberg/Elster zum 1. Januar 2020 mit Bad Liebenwerda, Mühlberg/Elbe und Uebigau-Wahrenbrück (alle Landkreis Elbe-Elster) zur Verbandsgemeinde Liebenwerda zusammenschließt.
Seit dem 25. Mai 2009 führt die Stadt den von der Bundesregierung verliehenen Titel „Ort der Vielfalt“.
Falkenberg gehörte 1817–1952 zum Landkreis Liebenwerda (bis 1947 in der preußischen Provinz Sachsen, 1947–1952 im Land Sachsen-Anhalt). 1952–1993 war die Stadt Teil des Kreises Herzberg (bis 1990 im DDR-Bezirk Cottbus, seit 1990 im Land Brandenburg). Seit der Kreisreform 1993 liegt Falkenberg im Landkreis Elbe-Elster.
Am 25. Juli 2022 brach in der Nähe von Falkenberg ein großer Waldbrand aus, der sich auf mehr als 800 Hektar Fläche ausbreitete. Die Löscharbeiten dauerten bis zum 2. August 2022 an. Neben Feuerwehren aus diversen Landkreisen in Brandenburg kamen auch Bundeswehr, Polizei, THW und Feuerwehrleute aus vier weiteren Bundesländern zum Einsatz.
Eingemeindungen
Am 31. Dezember 2001 wurden die bisher selbstständigen Ortschaften Beyern, Großrössen, Kölsa und Rehfeld eingemeindet. Schmerkendorf kam am 26. Oktober 2003 hinzu.

## Bevölkerungsentwicklung
| Jahr | Einwohner |
| ---- | --------- |
| 1875 | 1.000     |
| 1890 | 1.050     |
| 1910 | 3.641     |
| 1925 | 4.805     |
| 1933 | 5.667     |
| 1939 | 6.331     |

| Jahr | Einwohner |
| ---- | --------- |
| 1946 | 7.831     |
| 1950 | 7.220     |
| 1964 | 7.222     |
| 1971 | 7.468     |
| 1981 | 6.872     |
| 1985 | 6.870     |

| Jahr | Einwohner |
| ---- | --------- |
| 1990 | 6.706     |
| 1995 | 6.394     |
| 2000 | 5.878     |
| 2005 | 7.768     |
| 2010 | 7.098     |
| 2015 | 6.431     |

| Jahr | Einwohner |
| ---- | --------- |
| 2020 | 6.317     |
| 2021 | 6.296     |
| 2022 | 6.165     |
| 2023 | 6.115     |
| 2024 | 6.070     |

 Gebietsstand des jeweiligen Jahres, Einwohnerzahl: Stand 31. Dezember (ab 1991),, ab 2011 auf Basis des Zensus 2011, ab 2022 auf Basis des Zensus 2022
Die Zunahme der Einwohnerzahl 2005 ist auf die Eingliederung mehrerer Gemeinden in den Jahren 2001 und 2003 zurückzuführen.

## Politik

### Stadtverordnetenversammlung
Die Stadtverordnetenversammlung von Falkenberg/Elster besteht aus 18 Stadtverordneten und dem ehrenamtlichen Bürgermeister. Die Kommunalwahl am 9. Juni 2024 führte zu folgendem Ergebnis:
| Partei / Wählergruppe                                    | Stimmenanteil 2019 | Sitze 2019 |  | Stimmenanteil 2024 | Sitze 2024 |
| -------------------------------------------------------- | ------------------ | ---------- |  | ------------------ | ---------- |
| Unabhängige Verantwortungsbewusste Kommunalpolitik (UVK) | 24,9 %             | 4          |  | 48,5 %             | 9          |
| SPD                                                      | 26,2 %             | 5          |  | 18,8 %             | 3          |
| CDU                                                      | 20,8 %             | 4          |  | 16,5 %             | 3          |
| FDP                                                      | 09,1 %             | 2          |  | 09,6 %             | 2          |
| Die Linke                                                | 09,3 %             | 2          |  | 06,6 %             | 1          |
| Landwirtschaft, Umwelt und Natur                         | 05,1 %             | 1          |  | –                  | –          |
| Bündnis 90/Die Grünen                                    | 02,9 %             | –          |  | –                  | –          |
| Einzelbewerber Philipp Nagl                              | 01,7 %             | –          |  | –                  | –          |
| Insgesamt                                                | 100 %              | 18         |  | 100 %              | 18         |

### Bürgermeister
- 2001–2020: Herold Quick (parteilos)[21]
- seit 2020: Stephan Bawey (Unabhängige Verantwortungsbewusste Kommunalpolitik)

Quick wurde in der Bürgermeisterwahl am 24. September 2017 ohne Gegenkandidat mit 83,3 % der gültigen Stimmen wiedergewählt. Er wechselte 2020 als Bürgermeister in die neu gegründete Verbandsgemeinde Liebenwerda.
Bawey wurde am 23. Januar 2020 von der Stadtverordnetenversammlung zum neuen ehrenamtlichen Bürgermeister gewählt. Am 9. Juni 2024 wurde er ohne Gegenkandidat mit 88,7 % der gültigen Stimmen in seinem Amt bestätigt. Seine Amtszeit beträgt fünf Jahre.

### Wappen
Das Wappen wurde am 28. Februar 1994 genehmigt.
Blasonierung: „In Grün über rotem Rad mit goldenen Flügeln ein silberner Hochspannungsmast beseitet von goldenen Ähren.“

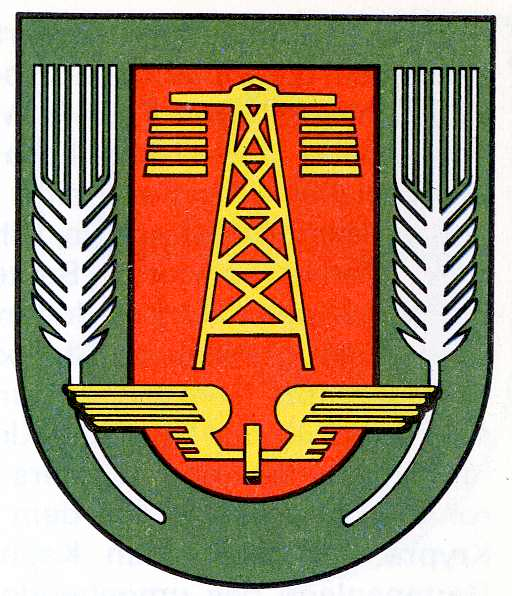
Wappen bis 1994

### Ehemaliges Wappen
Nach Erlangung des Stadtrechts 1962 wurde ein Gestaltungswettbewerb für das Wappen von Falkenberg/Elster ausgeschrieben. Diesen gewann der Entwurf des damaligen Berufsschullehrers Willy Heidemann, der dafür eine Prämie von 50 Mark erhielt. Das Falkenberger Stadtwappen wurde 1963 bestätigt.
Das Wappen enthielt die Symbole der drei wirtschaftlichen Hauptträger der Stadt, einen Hochspannungs-Stahlgittermast für den Standort eines Energieversorgungs-Betriebes, rechts und links zwei stilisierte Ähren für die Bedeutung der Landwirtschaft und im unteren Bereich das Flügelrad der Deutschen Reichsbahn, die damals mit bis zu 2.500 Beschäftigten in sieben Dienststellen einer der wichtigsten Arbeitgeber Falkenbergs war.

### Städtepartnerschaften

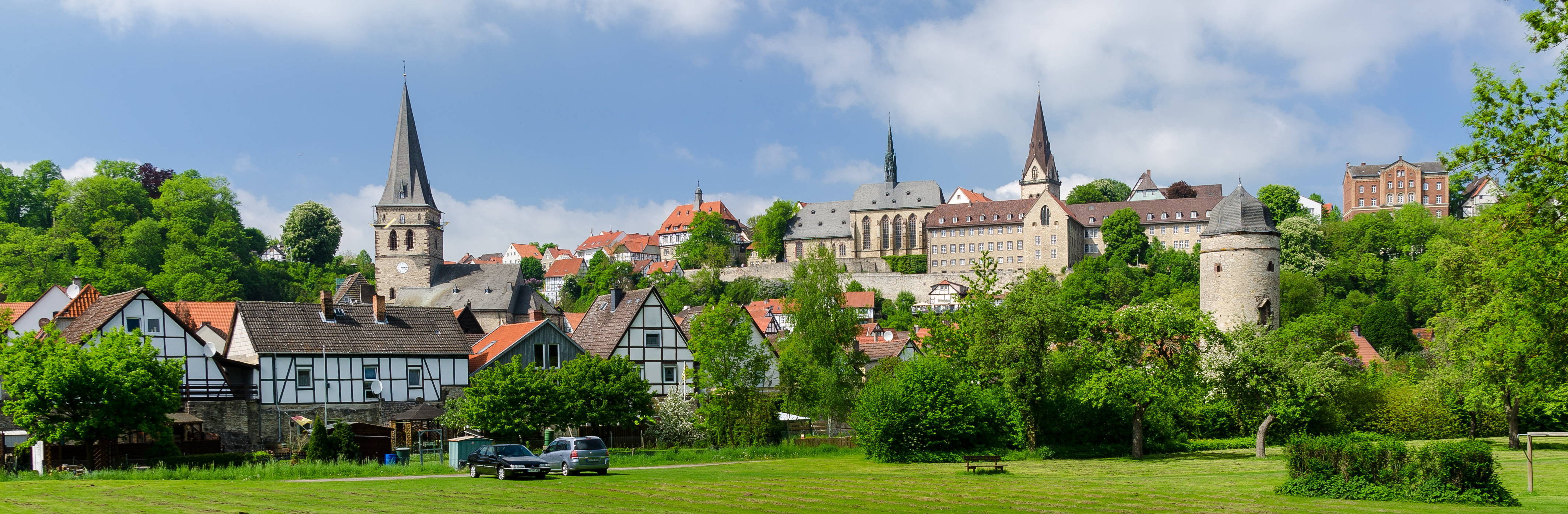
Südansicht der Partnerstadt Warburg

Mit der Hansestadt Warburg in Nordrhein-Westfalen besteht seit 1991 eine Städtepartnerschaft. Als Ausdruck dessen gibt es in Warburg eine Falkenbergstraße, in Falkenberg einen Warburger Platz.

### Verbandsgemeinde
Im März 2019 beschloss die Stadtverordnetenversammlung, dass sich Falkenberg/Elster zum 1. Januar 2020 mit Bad Liebenwerda, Uebigau-Wahrenbrück und Mühlberg/Elbe (alle Landkreis Elbe-Elster) zur Verbandsgemeinde Liebenwerda zusammenschließen wird.

## Sehenswürdigkeiten und Kultur
In der Liste der Baudenkmale in Falkenberg/Elster und in Liste der Bodendenkmale in Falkenberg/Elster stehen die in der Denkmalliste des Landes Brandenburg eingetragenen Kulturdenkmale.

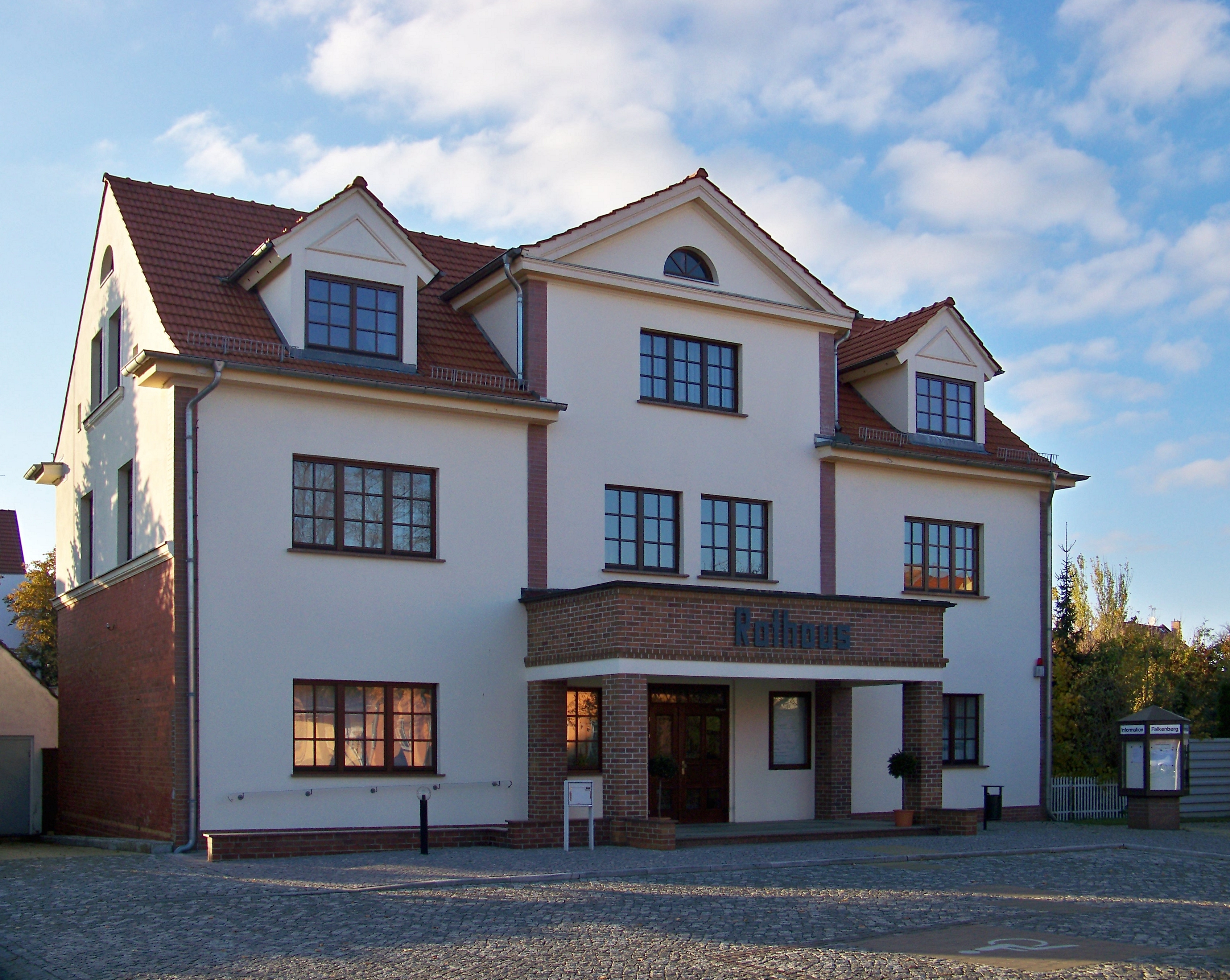
Aus Backsteinen errichtetes Rathaus

### Bauwerke
- Jesus-Christus-Kirche: Kirche der evangelischen Jesus Christus Gemeinde, 1912/13 im Jugendstil errichtet
- Bahnhof: Der Falkenberger Personenbahnhof wurde als Turmbahnhof errichtet, in dem sich mehrere Strecken auf verschiedenen Niveaus kreuzen.
- Allerheiligen-Kirche: Katholische Kirche, 1934 nach Plänen von Johannes Reuter errichtet
- Wasserturm: 1928 im Stil des Expressionismus errichtet
- Backsteinhäuser: Das Stadtzentrum von Falkenberg ist zum großen Teil von Backsteinhäusern geprägt, die von der Eisenbahngesellschaft um 1900 als Wohnstätte für den enormen Zuzug von Eisenbahnern errichtet wurden. Die komplette Friedrich-Engels-Straße, Teile der Heinrich-Zille-Straße sowie Teile der Ludwig-Jahn-Straße sind mit Mehrfamilien-Wohnhäusern aus rotem Backstein bebaut.

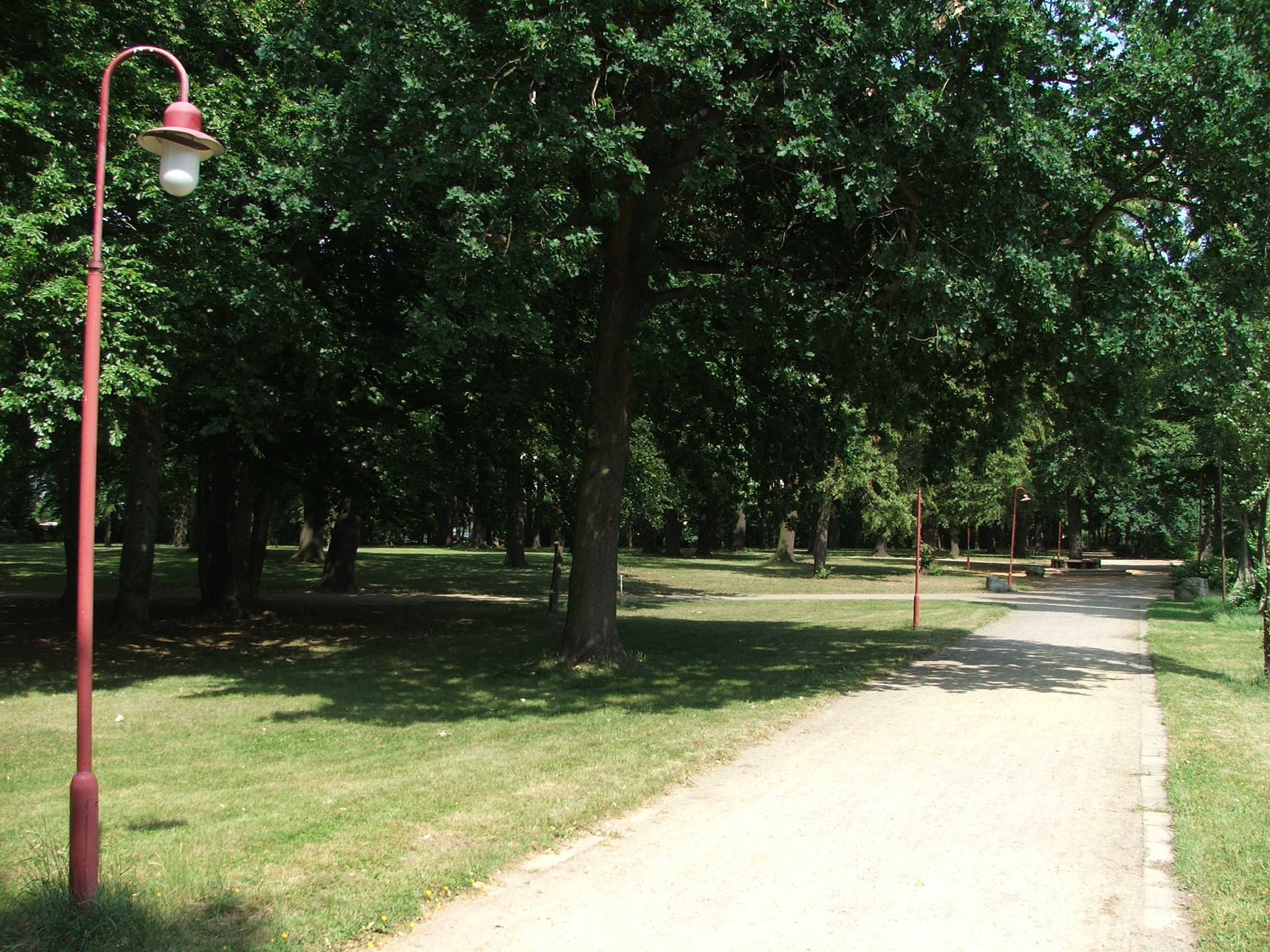
Stadtpark

- Hügelgräber: Im Naturschutzgebiet Schweinert bei Falkenberg befindet sich das Hügelgräberfeld „Schweinert“, das größte bronzezeitliche Hügelgräberfeld in Mitteleuropa mit 642 Grabhügeln.

### Parks
Der Stadtpark inmitten der Stadt ist von sehr alten Eichen geprägt.

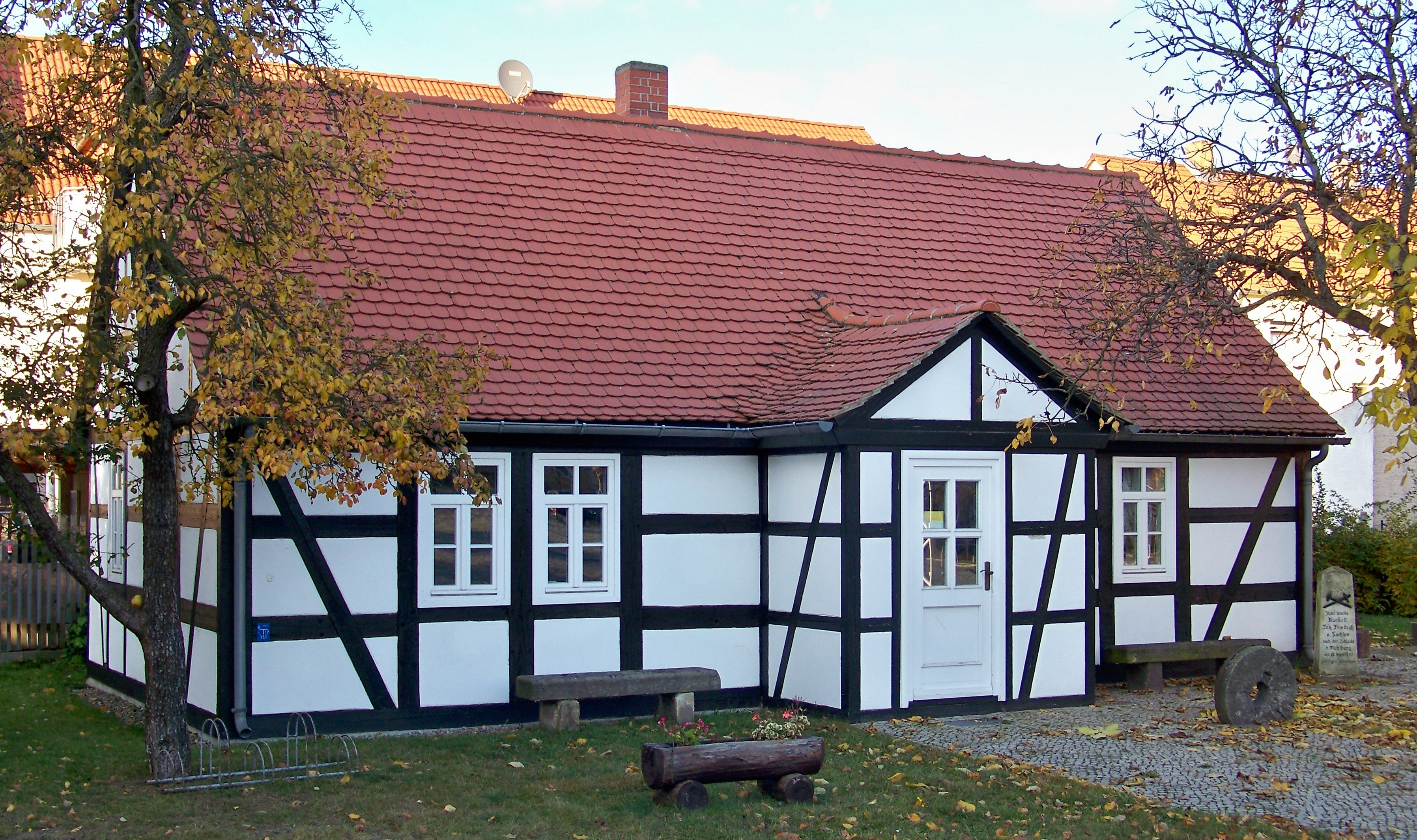
Heimatstube am Marktplatz

### Museen
- Naturkundliche Heimatstube am Marktplatz
- Brandenburgisches Eisenbahnmuseum am unteren Bahnbetriebswerk (alte Kantine)
- Historische Dampflokomotive der Baureihe 52 (Nr.: 52 5679). Sie war die am längsten in Falkenberg beheimatete Dampflok und wurde nach ihrer äußerlichen Aufarbeitung 1989 am unteren Bahnbetriebswerk als technisches Denkmal aufgestellt.

### Musik
- Jugendblasorchester Falkenberg und Original Falkenberger Blasmusikanten
- Mini Brass Band, Blaskapelle junger Musiker
- Anarcho-Punk-Band Die Opposition, Metal-Bands Tears Of Night und War A.D.
- Psychedelic-Blues-Rock-Band The E.G.’s

### Regelmäßige Veranstaltungen
- Strandfest am Kiebitzsee am ersten Wochenende im August
- Weihnachtsmarkt am zweiten Wochenende im Dezember. Eine kleine Attraktion ist die original erzgebirgische Weihnachtspyramide, welche von der Partnerstadt Ehrenfriedersdorf gestiftet wurde.
- Konzerte und Aufführungen zur Weihnachtszeit durch das Jugendblasorchester Falkenberg, die Falkenberger Tanzmäuse und durch das Gymnasium.

## Wirtschaft und Infrastruktur

### Ansässige Unternehmen
Zu den bedeutenden Unternehmen in Falkenberg zählen:
- HELLER Elektro-Hausgeräte GmbH
- Bon Pastaio GmbH, Hersteller von tiefgekühlten Pasta-Spezialitäten

### Verkehr
Bahnverkehr

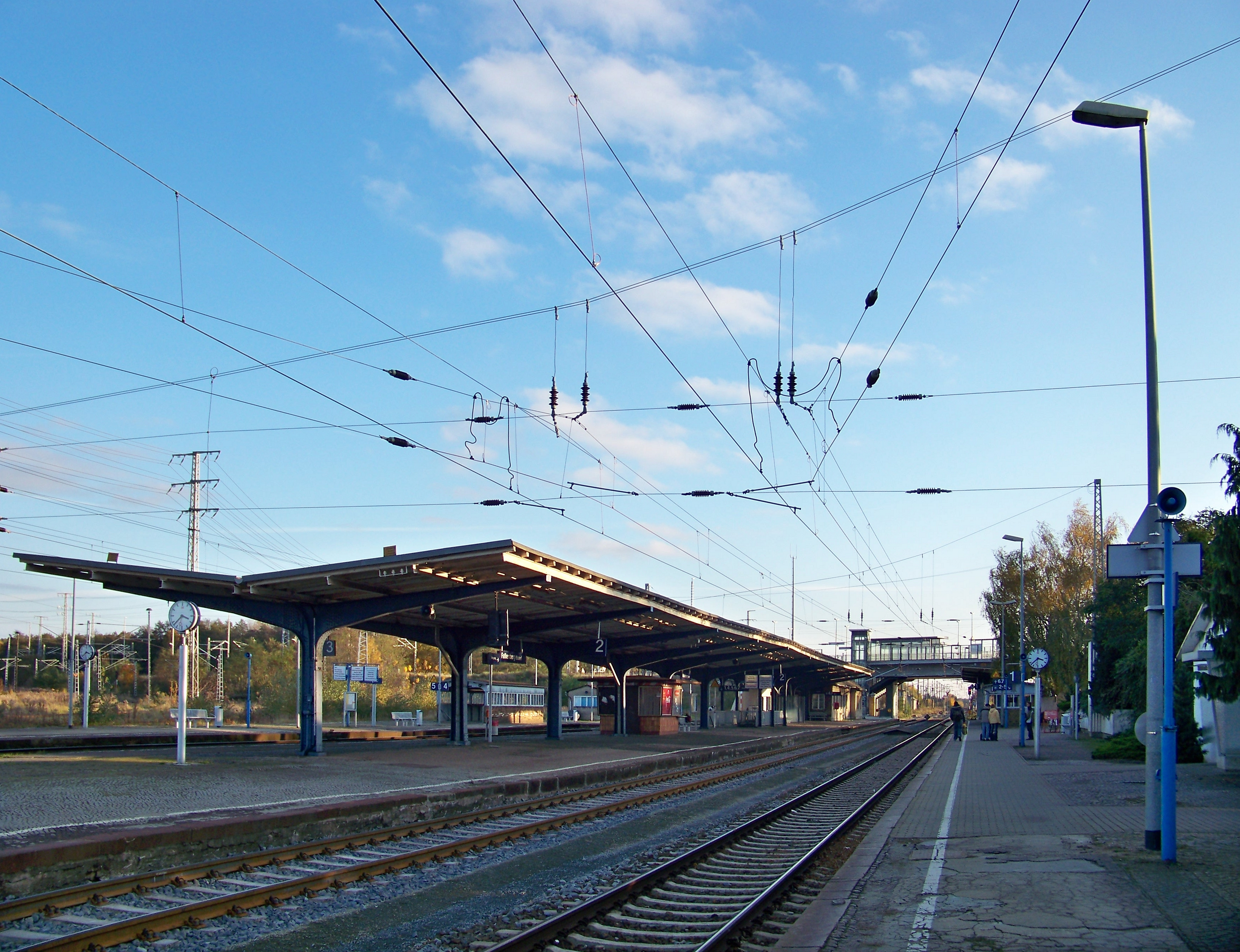
Turmbahnhof Falkenberg/Elster, Blick in Fahrtrichtung Riesa und nach Węgliniec über Horka und Hoyerswerda

Der Bahnhof Falkenberg (Elster) ist Knotenpunkt von vier Bahnstrecken. Im Turmbahnhof kreuzt sich die Bahnstrecke Halle–Cottbus auf der oberen Ebene mit den Bahnstrecken Węgliniec–Roßlau und Jüterbog–Röderau auf der unteren Ebene. Daneben zweigte die Nebenbahnstrecke der Niederlausitzer Eisenbahn in den Spreewald vom unteren Bahnhofsteil ab.
Ein repräsentatives Empfangsgebäude wurde im Zweiten Weltkrieg zerstört. Aufgrund des schlechten baulichen Zustands der Bahnhofsanlagen erfolgte bis 2009 eine grundhafte Erneuerung des Kreuzungsbauwerks, der oberen Seitenbahnsteige sowie der Bahnsteigzugänge. Drei Aufzüge ermöglichen einen barrierefreien Zugang zu den fünf Bahnsteigen.
Die oberen Bahnsteige werden von den Regional-Express-Linien RE 10 Leipzig–Cottbus–Frankfurt (Oder) und RE 11 Leipzig–Hoyerswerda sowie den Regionalbahnlinien RB 43 Falkenberg–Cottbus–Frankfurt (Oder), RB 49 Falkenberg–Ruhland–Cottbus und S 4 Markkleeberg–Leipzig–Falkenberg bedient.
An den unteren Bahnsteigen halten Züge der Regionalexpresslinien RE 4 Rathenow–Berlin–Falkenberg und RE 14 Falkenberg–Dessau sowie die Regionalbahnlinie RB 51 Falkenberg–Dessau.
Auf der Niederlausitzer Eisenbahn wurde der Personenverkehr 1998 eingestellt. Von 2006 bis 2008 war Falkenberg im Sommerhalbjahr am Wochenende mit Riesa und Mühlberg/Elbe über Schlieben mit Groß Leuthen-Gröditsch durch den Elbe-Spreewald-Kurier und den Elbe-Elster-Express der Nichtbundeseigenen Eisenbahn Deutsche Regionaleisenbahn verbunden.
Busverkehr
Der öffentliche Personennahverkehr wird unter anderem durch den PlusBus des Verkehrsverbund Berlin-Brandenburg erbracht. Folgende Verbindung führt, betrieben von der VerkehrsManagement Elbe-Elster, ab Falkenberg:
- Linie 520: Falkenberg ↔ Großrössen ↔ Gräfendorf ↔ Herzberg

Straßenverkehr
Falkenberg liegt an den Landesstraßen L 60 zwischen Döbrichau in Sachsen und Uebigau, L 67 nach Herzberg und L 672 nach Marxdorf.

### Öffentliche Einrichtungen
- Stadtbibliothek Falkenberg
- Haus des Gastes, Kulturhaus

### Bildung

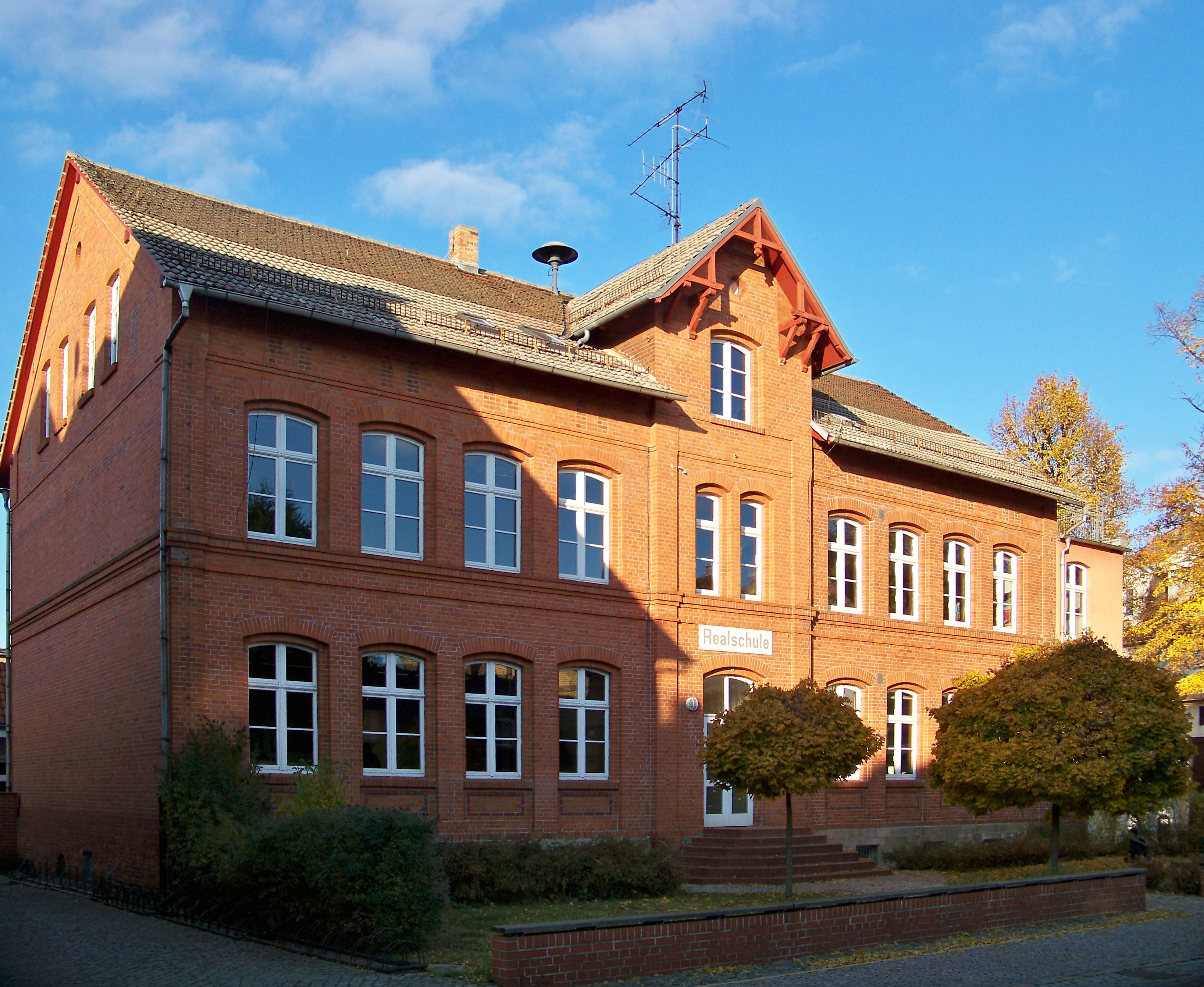
Oberschule

- Gymnasium Friedrich Stoy (ehemalige 1. POS Artur Becker)
- Astrid-Lindgren-Grundschule, 1908 in Backsteinbauweise errichtete Schule (ehemalige Teilschule der 2. POS Georgi Dobrowolski)
- Oberschule (ehemalige 2. POS Georgi Dobrowolski)
- Oberstufenzentrum (ehemalige BBS Philipp Müller des Energiekombinates Cottbus)

### Sport
- Naherholungsgebiet Kiebitzer See mit 70 ha Wasserfläche in guter Wasserqualität und mit weitläufigem Sandstrand, angrenzender Campingplatz mit ADAC-Zertifikat, gastronomische Einrichtungen an der Strandpromenade, große Wasserrutsche und Bootsverleih, Beachvolleyballanlage, Minigolfanlage. Für die Sicherheit in und am Wasser sorgt die DRK Wasserwacht Falkenberg.
- Ludwig-Jahn Sportstätte mit zwei Rasen-Sportplätzen
- Skateranlage am Kiebitzsee
- Mehrzweckhalle und Sportstätte Beyern (Rasenplatz, Tennis, Squash, Kegeln, Tischtennis, Volleyball)
- Der bekannteste Sportverein ist der ESV Lok Falkenberg, ein Eisenbahnersportverein, der sich aus den Abteilungen Kegeln, Turnen, Wandern, Schach und der größten Abteilung, dem Fußball, zusammensetzt.

## Persönlichkeiten

### Söhne und Töchter der Stadt
- Ernst Hildebrand (1833–1924), Maler
- Emil Winkler (1835–1888), Ingenieur
- Max Hildebrand (1839–1910), Feinmechaniker und Unternehmer
- Curt Freiwald (1902 – nach 1943), Schriftsteller, Dramaturg und nationalsozialistischer Kulturfunktionär
- Rainer Crummenerl (* 1942), Schriftsteller
- Lothar Schneider (* 1943), Karikaturist
- Robert Zickert (* 1990), Fußballspieler

### Mit Falkenberg verbundene Persönlichkeiten
- Johann Friedrich von Schönberg (1543–1614), Verfasser des Schildbürgerbuches
- Peter von Hohenthal (1726–1794), kursächsischer Kreishauptmann und zuletzt Oberkonsistorialvizepräsident
- Bruno Glatschke (1869–1944), Sanitätsrat, Gründer der Genossenschaft freiwilliger Krankenpfleger (1909)
- Friedrich Stoy (1887–1978), Heimatforscher und Lehrer
- Steffen Blochwitz (* 1967), Radsport-Weltmeister im Bahnvierer 1989 und Vizeweltmeister 1986